# 2. deild Wysp Owczych (2000)
W roku 2000 odbyła się 57. edycja 2. deild Wysp Owczych – drugiej ligi piłki nożnej Wysp Owczych. W rozgrywkach brało udział 10 klubów z całego archipelagu. Klub z pierwszego miejsca awansował do 1. deild, a w tym sezonie był to EB/Streymur. Kolejny klub uzyskał prawo do gry w barażach, które ÍF Fuglafjørður przegrał z FS Vágar i pozostał w drugiej lidze. Drużyna z ostatniego miejsca (Royn Hvalba) automatycznie spadała do ligi trzeciej, zaś przedostatnia rozgrywała baraż, który LÍF Leirvík wygrał z klubem B71 II Sandoy i pozostała w drugiej lidze.

## Uczestnicy
| Uczestnicy 2. deild Wysp Owczych 1999                                                                         | Uczestnicy 2. deild Wysp Owczych 1999 | Uczestnicy 2. deild Wysp Owczych 1999 | Uczestnicy 2. deild Wysp Owczych 1999 |
| --- | ------------------------------------- | ------------------------------------- | ------------------------------------- |
| LÍF | LÍF Leirvík                           | 2                                     |                                       |
| TB | TB Tvøroyri                           | 3                                     |                                       |
| HBII | HB II Tórshavn                        | 4                                     |                                       |
| Royn | Royn Hvalba                           | 5                                     |                                       |
| NSÍII | NSÍ II Runavík                        | 6                                     |                                       |
| GÍ II | GÍ II Gøta                            | 7                                     |                                       |
| EBS | EB/Streymur                           | 8                                     |                                       |
| KÍII | KÍ II Klaksvík                        | 9                                     |                                       |
| Spadek z 1. deild Wysp Owczych 1999                                                                           |                                       |                                       |                                       |
| ÍF | ÍF Fuglafjørður                       | 10                                    |                                       |
| Awans z 3. deild Wysp Owczych 1999                                                                            |                                       |                                       |                                       |
| B36II | B36 II Tórshavn                       | 1                                     |                                       |
| Oznaczenia: - kolumna pierwsza – skróty nazw drużyn, - kolumna trzecia – miejsce zajęte w poprzednim sezonie. |                                       |                                       |                                       |

## Tabela ligowa
| Lp. | Drużyna             | M  | Z  | R | P  | Bramki | Bramki | Różn. | Pkt | Uwagi              |
| --- | ------------------- | -- | -- | - | -- | ------ | ------ | ----- | --- | ------------------ |
| 1   | EB/Streymur (M) (A) | 18 | 12 | 4 | 2  | 51     | 23     | +28   | 40  | Awans do 1. deild  |
| 2   | ÍF Fuglafjørður     | 18 | 9  | 7 | 2  | 45     | 22     | +23   | 34  | Baraże o 1. deild  |
| 3   | TB Tvøroyri         | 18 | 8  | 3 | 7  | 48     | 48     | 0     | 27  |                    |
| 4   | B36 II Tórshavn     | 18 | 8  | 2 | 8  | 34     | 36     | −2    | 26  |                    |
| 5   | KÍ II Klaksvík      | 18 | 6  | 5 | 7  | 36     | 42     | −6    | 23  |                    |
| 6   | NSÍ II Runavík      | 18 | 7  | 2 | 9  | 26     | 35     | −9    | 23  |                    |
| 7   | GÍ II Gøta          | 18 | 6  | 4 | 8  | 37     | 45     | −8    | 22  |                    |
| 8   | HB II Tórshavn      | 18 | 6  | 2 | 10 | 46     | 56     | −10   | 20  |                    |
| 9   | LÍF Leirvík         | 18 | 5  | 4 | 9  | 23     | 29     | −6    | 19  | Baraże o 2. deild  |
| 10  | Royn Hvalba (S)     | 18 | 4  | 5 | 9  | 24     | 34     | −10   | 17  | Spadek do 3. deild |

### Baraże o 2. deild
| Drużyna 1                            | Wynik dwumeczu | Drużyna 2   | Pierwszy mecz | Drugi mecz |
| ------------------------------------ | -------------- | ----------- | ------------- | ---------- |
| B71 II Sandoy                        | 0-14           | LÍF Leirvík | 0:4           | 0:10       |
| Po lewej gospodarz pierwszego meczu. |                |             |               |            |

| 7 października 2000                 | B71 II Sandoy                         | 0:4   | LÍF Leirvík                                                      |                                                           |
|                                     |                                       | (0:1) | 18', 82' Kaj Eli Olsen · 79' Mirosław Gil · 90' Jonhard Høgnesen | Inni í Dal, Sandur Sędzia: Pætur Clementsen (HB Tórshavn) |
| Ernst Løkjá 22' · Kári Sørensen 24' | 51' Jonhard Høgnesen · 63' John Olsen | (0:1) |                                                                  | Inni í Dal, Sandur Sędzia: Pætur Clementsen (HB Tórshavn) |

| 14 października 2000 | LÍF Leirvík                                                                                                 | 10:0  | B71 II Sandoy |                                                             |
|                      | Jonhard Høgnesen 7' · Tomasz Resel 18', 21', 82', 85', 88' · Fróði Joensen 45', 65' · Mirosław Gil 56', 61' | (4:0) |               | Uppi á Brekku, Leirvík Sędzia: Niklas á Líðarenda (GÍ Gøta) |

LÍF Leirvík w wyniku meczów barażowych pozostał w drugiej lidze.